# Vladislav II av Böhmen
Vladislav II av Böhmen, född omkring 1110 och död 18 januari 1174, var en Böhmisk monark. Han regerade från 1140 till 1172; först som hertig, men från 1158 med titeln kung. Gift med Judith av Thüringen.